# Rhytipterna
Rhytipterna  es un género de aves paseriformes perteneciente a la familia Tyrannidae que agrupa a tres especies nativas de la América tropical (Neotrópico), cuyas áreas de distribución se encuentran desde las tierras bajas del golfo de México a través de América Central y del Sur hasta el sureste de Brasil. A sus miembros se les conoce por el nombre común de plañideras.

## Etimología
El nombre genérico femenino «Rhytipterna» se compone de las palabras del griego «ῥυτις rhutis, ῥυτιδος rhutidos» que significa ‘arruga’, y «πτερνα pterna» que significa ‘talón’.

## Características
Las aves de este género son un trío de tiránidos diferentes entre sí y bastante grandes, midiendo entre 18,5 y 20,5 cm de longitud, dos de los cuales habitan en selvas húmedas de tierras bajas en ambos lados de los Andes y uno (R. immunda) en bosques de terrenos arenosos.

## Taxonomía
El presente género fue antiguamente colocado en la familia Cotingidae, pero después de los análisis anatómicos de Ames (1971), fue colocado en la familia Tyrannidae, cercano al numeroso género Myiarchus.
Los amplios estudios genético-moleculares realizados por Tello et al. (2009) descubrieron una cantidad de relaciones novedosas dentro de la familia Tyrannidae que todavía no están reflejadas en la mayoría de las clasificaciones. Siguiendo estos estudios, Ohlson et al. (2013) propusieron dividir Tyrannidae en cinco familias. Según el ordenamiento propuesto, Rhytipterna permanece en Tyrannidae, en una subfamilia Tyranninae Vigors, 1825, en una tribu Myiarchini Hellmayr, 1927, junto a Casiornis, Sirystes y Myiarchus.

## Lista de especies
Según las clasificaciones del Congreso Ornitológico Internacional (IOC) y Clements Checklist/eBird, agrupa a las siguientes especies, con su respectivo nombre común de acuerdo con la Sociedad Española de Ornitología (SEO):
| Imagen | Nombre científico      | Autor                         | Nombre común     | Estado de conservación | Distribución |
| ------ | ---------------------- | ----------------------------- | ---------------- | ---------------------- | ------------ |
|        | Rhytipterna simplex    | (Lichtenstein, 1823)          | plañidera gris   | LC                     |              |
|        | Rhytipterna immunda    | (P.L. Sclater & Salvin, 1870) | plañidera pálida | LC                     |              |
|        | Rhytipterna holerythra | (P.L. Sclater & Salvin, 1862) | plañidera rojiza | LC                     |              |